# Adalen '31
Adalen '31 (Ådalen 31) è un film del 1969 diretto da Bo Widerberg, vincitore del Grand Prix Speciale della Giuria al 22º Festival di Cannes e nominato all'Oscar al miglior film straniero.

## Trama
Il film si apre con la seguente didascalia: «Nel 1931 gli operai delle fabbriche del distretto di Ådalen scioperarono per solidarietà verso i loro colleghi di Marma, ai quali era stata ridotta la paga di 5 centesimi. Nel corso di una dimostrazione furono uccise cinque persone. Il film è dedicato a queste cinque vittime».
L'opera di Widerberg in realtà racconta una storia fittizia sulla base storica degli avvenimenti reali. Nel corso di uno sciopero che mette in crisi la produzione di numerose fabbriche, un imprenditore ingaggia dei crumiri per evitare il calo della produzione in vista dell'imminente consegna di una grossa partita di merce diretta verso gli Stati Uniti. Gli operai organizzano una manifestazione e la casta imprenditoriale fa intervenire l'esercito, che spara sui dimostranti che marciano verso la capanna dei crumiri, causando morti e feriti. Parallelamente al conflitto sociale, si sviluppa una storia sentimentale. Kjell, figlio dell'operaio Harald, lavora presso l'ufficio del direttore di una segheria locale, e viene educato alla musica classica, all'impressionismo ed alla pronuncia del francese della moglie del direttore. Suona in un gruppo jazz con l'amico Nisse e si confida con lui. In primavera Anna, figlia unica del direttore, torna a casa per una vacanza scolastica e Kjell se ne innamora. Anna si ritrova incinta, ma sua madre preferisce farla abortire piuttosto che darla in sposa al figlio di un operaio. Nel frattempo Harald viene ucciso nel corso dei disordini tra manifestanti ed esercito e Kjell, sul corpo esanime del genitore disteso nella polvere della strada, ha un impeto di ribellione, ma il suo amico gli chiarisce il senso del sacrificio. Avendo preso coscienza delle differenze sociali, Kjell, ormai capofamiglia, torna a casa dove si metterà simbolicamente a pulire i vetri, trascinando con il suo  entusiasmo il resto della famiglia. 
Il film si chiude con un'altra didascalia che ricorda che il tragico episodio determinò la crisi del governo conservatore svedese e l'avvento della socialdemocrazia.

## Riconoscimenti
- 1969 - Festival di Cannes
  - Grand Prix Speciale della Giuria
- 1969 - Guldbagge
  - Miglior regista a Bo Widerberg
  - Miglior attore a Roland Hedlund